# Dejan Zlaticanin
Dejan Zlaticanin est un boxeur monténégrin né le 24 avril 1984 à Podgorica.

## Carrière
Passé professionnel en 2008, il remporte le titre vacant de champion du monde des poids légers WBC le 11 juin 2016 après sa victoire par arrêt de l'arbitre au 3e round face à Franklin Mamani mais s'incline dès le combat suivant le 28 janvier 2017 contre Mikey Garcia par KO au 3e round.